# Джоанна Мерлін
Джоанн Ратнер, пізніше Мерлін (англ. Joanna Merlin; 15 липня 1931 — 15 жовтня 2023) — американська акторка та кастинг-директорка.

## Біографія
Джоанн Ратнер, яка пізніше взяла дошлюбне прізвище своєї матері, народилася в Чикаго, штат Іллінойс. Мати — Тоні Мерлін, батько — Гаррі Ратнер, бакалійник. Уперше виступила на сцені в 11 років, в аматорському театрі у виставі «Too Many Marys». Закінчила Каліфорнійський університет у Лос-Анджелесі, а потім навчалася у Михайла Чехова. Уперше з'явилася на екрані у фільмі Сесіля Де Мілля «Десять заповідей» (1956).

## Особисте життя
Перший чоловік Мартін Лабнер з 17 грудня 1950 по 1955 рік. Другий чоловік Девід Дретцін з 1 березня 1964 по 26 червня 2006, народила двох дітей.

## Фільмографія

### Акторка
- 1956 — Десять заповідей / The Ten Commandments
- 1958 — Весілля та немовлята / Weddings and Babies
- 1975 — Гестер-стріт / Hester Street
- 1979 — Весь цей джаз / All That Jazz
- 1980 — Слава / Fame
- 1982 — Любов дитини / Love Child
- 1983 — Крихітко, це ти / Baby It's You
- 1984 — Поля смерті / The Killing Fields
- 1987 — Принц темряви / Prince of Darkness
- 1993 — Любити, шанувати і слухатися: Останнє подружжя мафії / Love, Honor & Obey: The Last Mafia Marriage
- 1995 — Четвертак
- 1998 — Місто янголів / City of Angels
- 2007 — Вторгнення / The Invasion

### Кастинг-директорка
- 1985 — Рік Дракона / Year of the Dragon
- 1986 — Великий переполох у малому Китаї / Big Trouble in Little China
- 1987 — Останній імператор / The Last Emperor
- 1990 — Містер і місіс Брідж / Mr. & Mrs. Bridge
- 1992 — Коханець / L'Amant
- 1993 — Маленький Будда / Little Buddha
- 1993 — М. Баттерфляй / M. Butterfly
- 1995 — Джефферсон у Парижі / Jefferson in Paris